# Alekséi Tyránov
Alekséi Vasílievich Tyránov (en ruso: Алексей Васильевич Тыранов) (1801, Bézhetsk – 3 de agosto de 1859, Kashin) fue un pintor ruso. 

## Biografía
Nació en una familia de clase media de Bézhetsk, estudió sus primeros años allí, y posteriormente se trasladó a Tver. Por razones económicas no logró terminar su preparación y debió regresar a su ciudad natal. Pasó a trabajar con su hermano pintando iconos en el Monasterio de San Nicolás-Terebenskom. Posteriormente, fue invitado por Alekséi Venetsiánov para que estudiase en su escuela de artes en la villa de Safokondo. Viajó a San Petersburgo y desde 1836 fue un pupilo de Karl Briulov, mismo año en que recibió el título de miembro de la Academia Imperial de las Artes. 
En 1839 se convirtió en catedrático con pleno derecho de la academia, y ese mismo año, en septiembre, viajó a Roma. Sus últimos años de vida los pasó en la más extrema pobreza. Se trasladó a Kashin, óblast de Tver, con su hermano, donde murió el 3 de agosto de 1859, con 58 años de edad.
Tyránov pintó principalmente retratos y obras costumbristas; expuso sus trabajos en diversos lugares de San Petersburgo, a lo largo de 1830-40.

## Obras

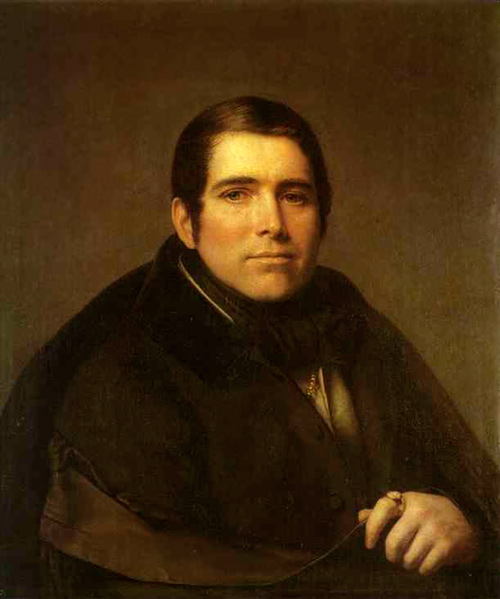
Retrato de Piotr Pletniov, 1836.
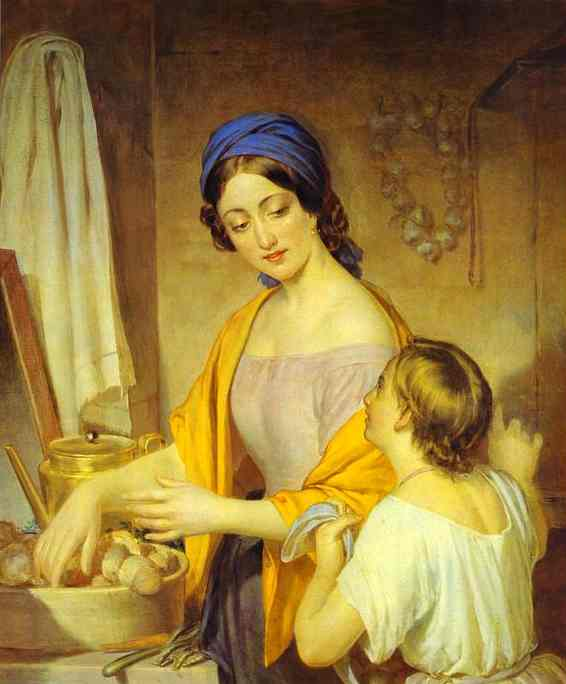
Una joven ama de casa, 1840.
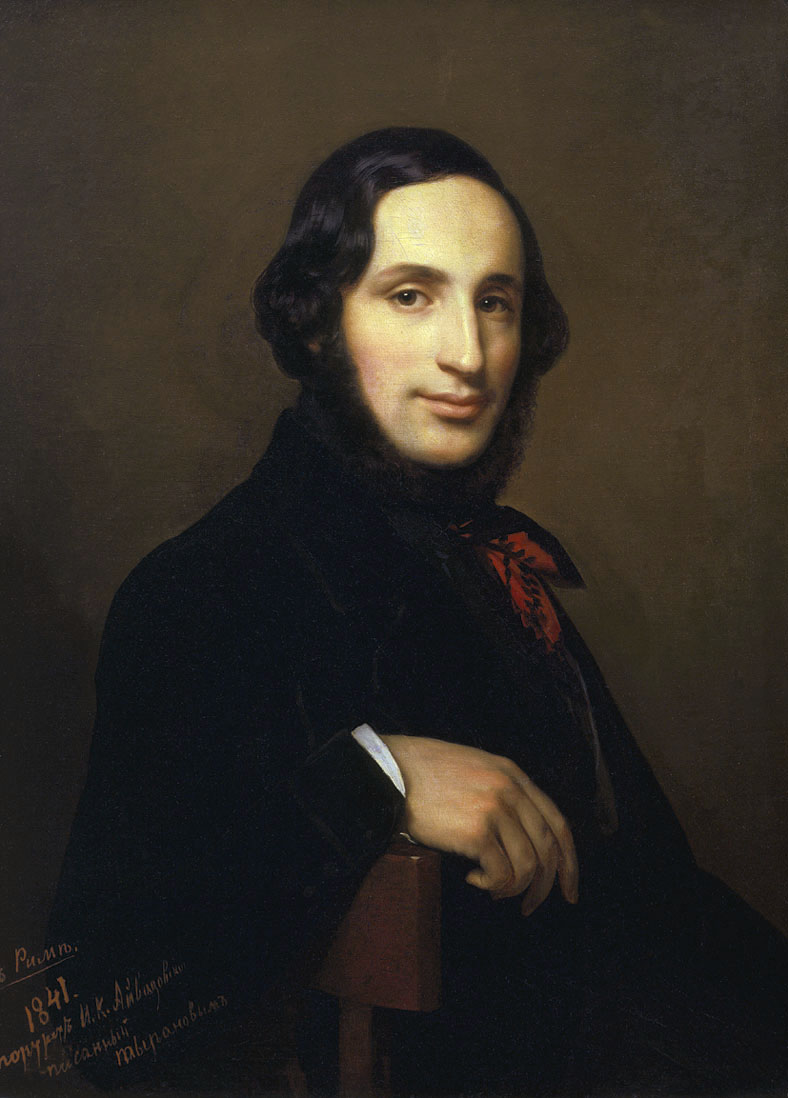
Retrato de Iván Aivazovski, 1841
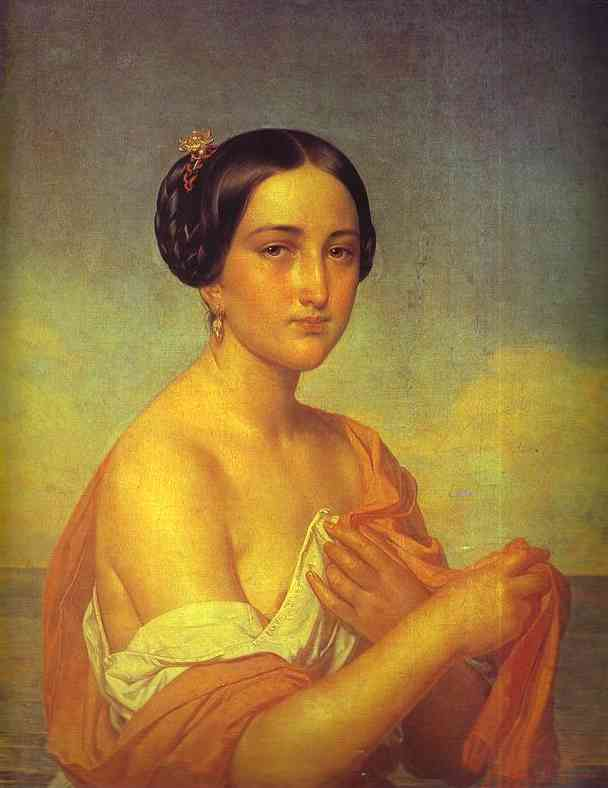
Una mujer italiana, 1851.